# Sara Jangfeldt
Sara Birgitta Jangfeldt, född 26 juli 1976 i Sankt Matteus församling, Stockholm, är en svensk skådespelare och sångare.

## Biografi
Sara Jangfeldt är dotter till slavisten Bengt Jangfeldt och hans hustru, skådespelaren Jelena Jangfeldt. Hon gick i grundskolan vid Adolf Fredriks musikklasser. Som tonåring arbetade hon på ett flertal teatrar i Stockholm och medverkade i produktioner för Sveriges Television. Efter studenten på Stockholms musikgymnasium kom hon in på musikalteaterlinjen på Balettakademien i Göteborg. Efter examen fick hon anställning i Göteborgsoperans uppsättning av West Side Story, där hon även fick göra inhopp i rollen som Anita. Hon har senare medverkat i ett flertal musikaler runtom i Sverige. Hon har sedan 2009 varit knuten till Kulturhuset Stadsteatern. I januari 2019 tog hon över efter Albin Flinkas som konstnärlig ledare för Soppteatern på Kulturhuset Stadsteatern.
Jangfeldt har även varit sångsolist vid ett flertal tillfällen med Radiosymfonikerna i Berwaldhallen samt med Göteborgsoperans symfoniorkester. 
2008 skrev hon tillsammans med Mathias Venge musiken till rockmusikalen Grymt! för Göteborgsoperan. Jangfeldt och Venge komponerade tillsammans med Martin Östergren 2013 musikalen Carmencita Rockefeller - Prinsessa av Japan som hade premiär på Malmö Opera. Hon har tonsatt Dorothy Parkers dikter i föreställningen Enough Rope, som också blivit TV-film, regisserad av Bobo Ericzén. Filmen belönades i kategorin Performance vid TV-festivalen i Banff i Kanada och med ”special mention” vid Golden Prague Festival. 2007 var filmen SVT:s bidrag till Prix Italia.
Jangfeldt är även medlem i poptrion Florence som 2006 gav ut sitt debutalbum Feel, producerat av Benny Andersson.

## Priser och utmärkelser
- 2002 – Gevalias musikpris

- 2011 – Annalisa Ericson-stipendiet.[3]

## Filmografi
| År   | Roll   | Produktion      | Noter    |
| ---- | ------ | --------------- | -------- |
| 2013 | Lou    | Inte flera mord | TV-film  |
| 2017 | Fausta | Innan vi dör    | TV-serie |

## Teater

### Roller (ej komplett)
| År   | Roll                       | Produktion                                                                                                  | Regi                                           | Teater                                          |
| ---- | -------------------------- | --- | ---------------------------------------------- | ----------------------------------------------- |
| 1999 | Consuelo                   | West Side Story Leonard Bernstein, Stephen Sondheim och Arthur Laurents                                     | Staffan Aspegren                               | Göteborgsoperan                                 |
| 2001 | Ensemble                   | Evita Andrew Lloyd Webber och Tim Rice                                                                      | Ronny Danielsson                               | Göteborgsoperan Flyttad till Cirkus, Stockholm  |
| 2002 | Valerie                    | A Chorus Line Marvin Hamlisch, Edward Kleban, James Kirkwood och Nicholas Dante                             | Staffan Aspegren                               | Göteborgsoperan                                 |
| 2002 | Journalisten               | Godspell Stephen Schwartz och John-Michael Trebelak                                                         | Ronny Danielsson                               | Parkteatern                                     |
| 2002 | Ensemble                   | Chess Benny Andersson, Björn Ulvaeus och Tim Rice                                                           | Lars Rudolfsson                                | Cirkus, Stockholm                               |
| 2004 | Eva Anja Nadia Ginny       | Stoppa Världen! - jag vill kliva av (Stop the World – I Want to Get Off) Leslie Bricusse och Anthony Newley | Rikard Bergqvist                               | Göteborgsoperan                                 |
| 2005 | Lois Lane/Bianca           | Kiss Me, Kate Cole Porter, Samuel Spewack och Bella Spewack                                                 | Staffan Aspegren                               | Göteborgsoperan                                 |
| 2006 | Sara                       | The Rocky Horror Show Richard O'Brien                                                                       | Rikard Bergqvist                               | Göteborgsoperan                                 |
| 2008 | Njegus                     | Glada änkan (Die lustige Witwe) Franz Lehár, Victor Léon och Leo Stein                                      | Suzanne Osten                                  | Folkoperan                                      |
| 2009 | Aramis                     | De tre musketörerna Alexander Mørk-Eidem                                                                    | Alexander Mørk-Eidem                           | Stockholms stadsteater                          |
| 2009 | Andeväsen                  | Trollflöjten (Die Zauberflöte) Wolfgang Amadeus Mozart och Emanuel Schikaneder                              | Rikard Bergqvist                               | Göteborgsoperan                                 |
| 2010 | Petra, Egermans hembiträde | Sommarnattens leende (A Little Night Music) Stephen Sondheim och Hugh Wheeler                               | Tobias Theorell                                | Stockholms stadsteater                          |
| 2010 | Bible Bitch                | Stjärnsmäll Rikard Bergqvist                                                                                | Rikard Bergqvist                               | Parkteatern                                     |
| 2010 | Daisi Doody                | Aniara Harry Martinson                                                                                      | Lars Rudolfsson                                | Stockholms stadsteater                          |
| 2011 | Sheila                     | Hair Galt MacDermot, James Rado och Gerome Ragni                                                            | Ronny Danielsson                               | Stockholms stadsteater                          |
| 2011 | Kören                      | Orestien (Ὀρέστεια) Ted Hughes                                                                              | Tobias Theorell                                | Stockholms stadsteater                          |
| 2012 | Sonja                      | Onkel Vanja (Дядя Ваня, Djadja Vanja) Anton Tjechov                                                         | Eirik Stubø                                    | Stockholms stadsteater                          |
| 2012 | Påven Johanna              | Top Girls Caryl Churchill                                                                                   | Olof Hanson                                    | Stockholms stadsteater                          |
| 2012 |                            | Kamraterna August Strindberg                                                                                | Jörgen Thorsson                                | Stockholms stadsteater på Liljevalchs konsthall |
| 2012 | Böver                      | Peter Pan och Wendy (Peter Pan and Wendy) J.M. Barrie                                                       | Pia Johansson                                  | Stockholms stadsteater                          |
| 2013 | Charlotta                  | Körsbärsträdgården (Вишнёвый сад, Visjnjovyj sad) Anton Tjechov                                             | Eirik Stubø                                    | Stockholms stadsteater                          |
| 2014 | Sally Bowles               | Cabaret John Kander, Fred Ebb och Joe Masteroff                                                             | Hugo Hansén                                    | Malmö stadsteater                               |
| 2015 | Lola Blau                  | Lola Blau (Heute Abend: Lola Blau) Georg Kreisler                                                           | Rikard Bergqvist                               | Kulturhuset Stadsteatern                        |
| 2016 | Hon                        | Gift dig med mig lite (Marry Me a Little) Stephen Sondheim                                                  | Erik Fägerborn                                 | Kulturhuset Stadsteatern                        |
| 2017 | Sandra Wilkinson           | Billy Elliot Elton John och Lee Hall                                                                        | Ronny Danielsson                               | Kulturhuset Stadsteatern                        |
| 2018 | Sibella Hallward           | Gentlemannen (A Gentleman's Guide to Love and Murder) Robert L Freedman och Steven Lutvak                   | Markus Virta                                   | Oscarsteatern                                   |
| 2018 | Inger                      | Så som i himmelen Kay Pollak, Carin Pollak, Edward af Sillén, Fredrik Kempe                                 | Markus Virta                                   | Oscarsteatern                                   |
| 2019 |                            | Den sista kabarén! Andreas T. Olsson och Sara Jangfeldt                                                     |                                                | Kulturhuset Stadsteatern                        |
| 2020 | Medverkande                | Det stora teaterkalaset Calle Norlén                                                                        | Sissela Kyle                                   | Kulturhuset Stadsteatern                        |
| 2021 | Maria                      | Sound of Music Richard Rodgers, Oscar Hammerstein, Howard Lindsay och Russel Crouse                         | Ronny Danielsson                               | Kulturhuset Stadsteatern                        |
| 2021 | Jenny Lind                 | Jenny Lind Rikard Bergqvist                                                                                 | Rikard Bergqvist                               | Kulturhuset Stadsteatern                        |
| 2023 | Fru Wormwood               | Matilda the Musical Tim Minchin och Dennis Kelly                                                            | Fredrik Rydman                                 | Kulturhuset Stadsteatern                        |
| 2024 | Sarah                      | Company Stephen Sondheim och George Furth                                                                   | Maria Sid                                      | Kulturhuset Stadsteatern                        |
| 2025 | Hustrun                    | Det stora lördagspaketet Per Naroskin                                                                       | Sara Jangfeldt Shebly Niavarani Fredrik Rydman | Kulturhuset Stadsteatern                        |

### Regi
| År   | Produktion               | Upphovsmän                        | Teater                   | Noter                                               |
| ---- | ------------------------ | --------------------------------- | ------------------------ | --------------------------------------------------- |
| 2020 | Kollision                | Fredrik Rydman och Sara Jangfeldt | Kulturhuset Stadsteatern | tillsammans med Fredrik Rydman                      |
| 2025 | Det stora lördagspaketet | Per Naroskin                      | Kulturhuset Stadsteatern | tillsammans med Shebly Niavarani och Fredrik Rydman |